# 唄げんか大橋

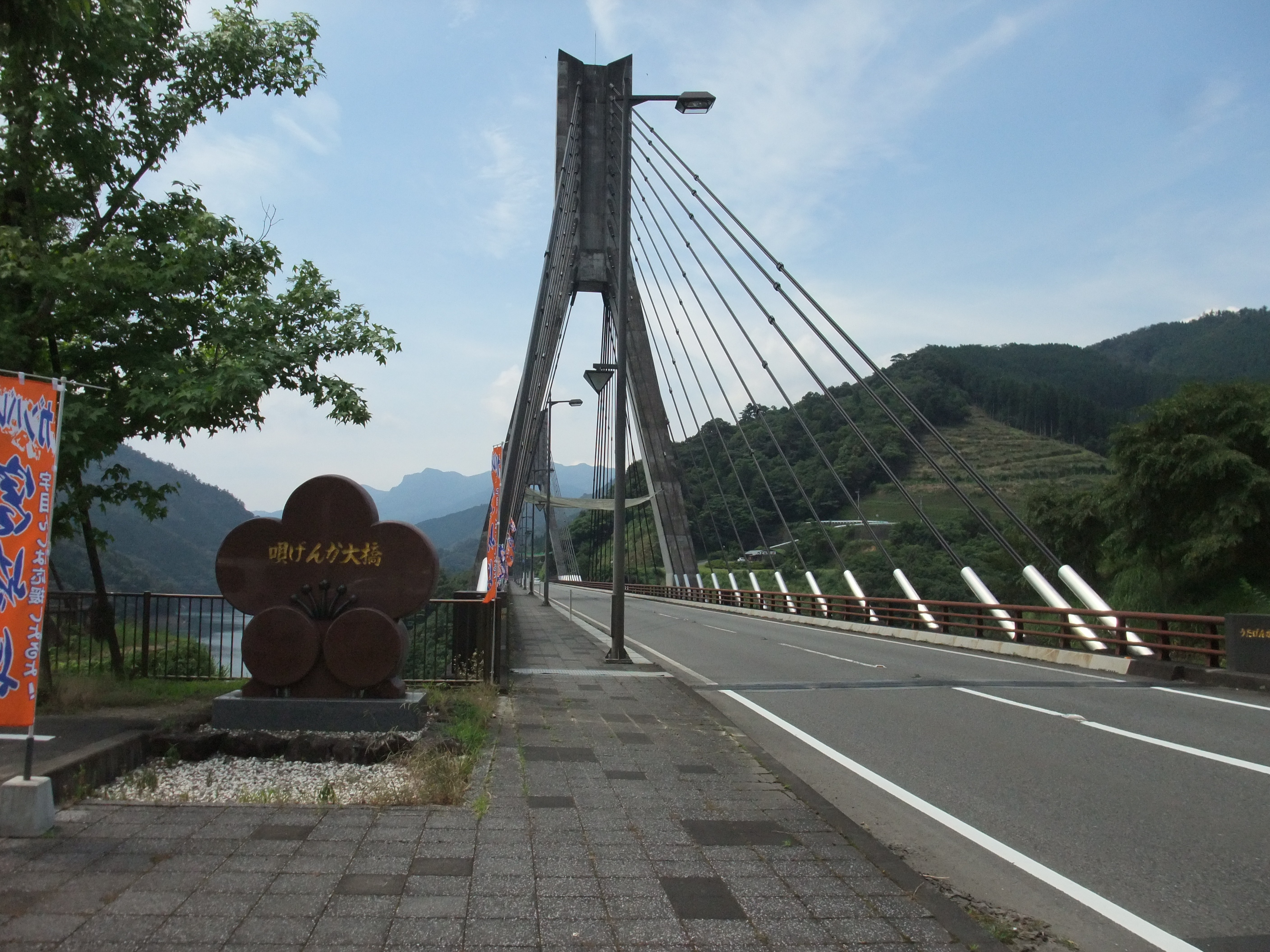
唄げんか大橋

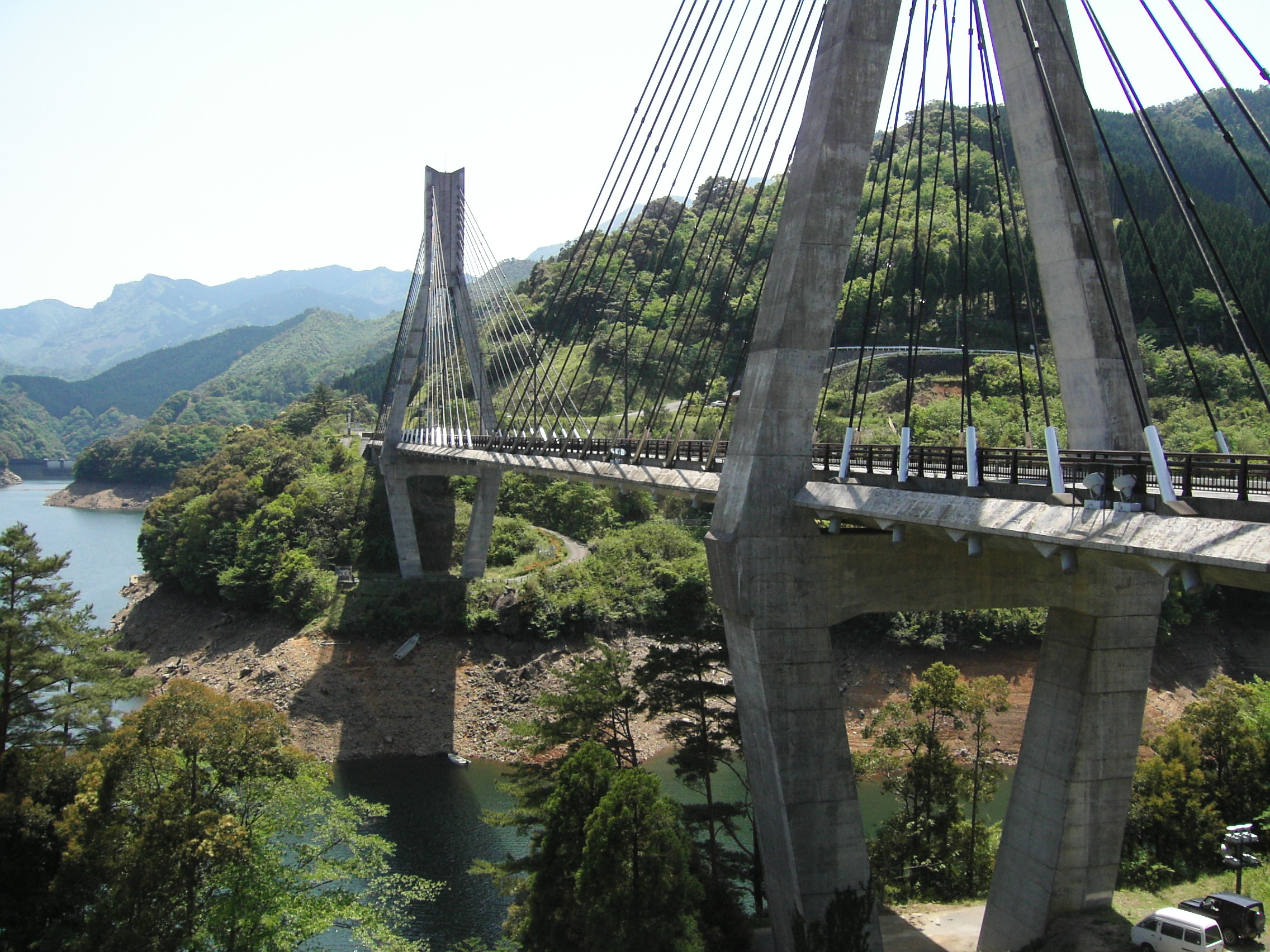
唄げんか大橋

唄げんか大橋（うたげんかおおはし）は、大分県佐伯市宇目（旧宇目町）の北川ダムに架かる国道326号の湖面橋である。

## 概要
大分県と宮崎県の県境近くに位置し、ダム湖百選にも選定された北川ダムのダム湖に架かる橋。ダム湖左岸の本流北川に支流の中岳川が流入する地点にある。1993年7月開通。建設省（現国土交通省）直轄工事によるものとしては日本初のPC斜張橋で、PC斜張橋として日本全国で7番目の長さを有する。
「唄げんか大橋」というユニークな名前は、地元の民謡『宇目の唄げんか』にちなんで命名されたものである。
逆Y字型の2本の主塔とそこから扇状に張られた100本のケーブルによる幾何学的な造形美と、周囲の豊かな緑や静かな湖面との対比が、優れた景観を作り出している。橋のたもとには道の駅宇目がある。
この橋を含む国道326号の改良・整備により、大分市と延岡市の間の所要時間は約40分間短縮された。

## 諸元
- 形式：3径間連続PC斜張橋
- 橋長：292.1m
- 中央支間：170.0m
- 橋幅：12.5m
- 車線数：2
- 竣工：1993年3月
- 管理者：国土交通省